# Ботулинов токсин
Ботулиновият токсин (наричан също ботокс) е невротоксичен протеин, произвеждан от бактерията Clostridium botulinum и сродните на нея видове. Той възпрепятства отделянето на невротрансмитера ацетилхолин от окончанията на аксоните, като по този начин причинява слаба парализа. Токсинът води до развиването на болестта ботулизъм. Токсинът намира комерсиално приложение за медицински и козметични цели, тъй като успешно смалява бръчките по лицето, особено в горната му част.
Седемте основни типа ботулинов токсин са наименувани с латински букви от A до G. Типовете A и B могат да разболеят човек, но се използват и за медицински и козметични цели. Типовете от C до G са по-рядко срещани. Типовете E и F могат да разболеят човек, докато останалите могат да разболеят и животни.
Ботулиновите токсини са най-отровните познати протеини. Отравянето може да настъпи по естествен път в резултат на рана или чревна инфекция или чрез поглъщането на вече образуван токсин чрез храната. Приблизителната средна смъртоносна доза при хората за ботулинов токсин тип A е 1,3 - 2,1 ng/kg венозно, 10 - 13 ng/kg чрез вдишване или 1000 ng/kg перорално. Комерсиалните форми на токсина се предлагат под марките Botox (onabotulinumtoxinA), Dysport/Azzalure (abobotulinumtoxinA), Xeomin/Bocouture (incobotulinumtoxinA), и Jeuveau (prabotulinumtoxinA).